# Анджей Верблан
Анджей Верблан (пол. Andrzej Werblan; 30 жовтня 1924, Тарнопіль) — польський політик і державний діяч часів ПНР, у 1974—1980 роках — секретар, у 1980 році — член Політбюро ЦК ПОРП. У 1971—1982 роках — віцемаршал сейму. Вважався ідеологом реформаторського крила урядущої компартії, покровителем «горизонтальних структур». Відомий також як історик і політолог.

## Депортація, війна, служба
Народився у Тарнополі, який на той час був центром Тарнопільського воєводства та належав до східних крес Другої Речі Посполитої (нині — місто на заході України). Батько та мати Анджея Верблана працювали шкільними вчителями. Після приєднання Західної України до СРСР Яна Верблана-старшого заарештовано, родину депортовано до Сибіру. Двоє родичів Анджея Верблана розстріляно НКВС у Катині.
Анджей Верблан працював у радянських колгоспах. У 1942 році намагався записатися в Армію Андерса, але захворів на тиф. У 1943 році приєднався до Польської народної армії. Служив у танковій бригаді 1-ї польської армії, брав участь у битві під Студзянками.
Після звільнення Польщі від німецької окупації Анджей Верблан продовжував служити в армії та збирався стати професійним військовиком. Політично він вважав себе демократом і соціалістом. У 1946 році Верблан вступив у так звану «люблінську ПСП» — соціалістичну партію, створену під контролем комуністичної ПРП. Функціонери ПРП були незадоволені іншою партійною приналежністю навіть молодшого офіцера та домоглися звільнення Верблана з армії. Тоді Верблан зайнявся партійною діяльністю. Перебував у генеральній раді соцпартії, опікувався ідеологією та пропагандою, очолював партійний комітет у Білостоці.

## Партійна кар'єра
Після об'єднання соціалістів з комуністами Анджей Верблан швидко зробив кар'єру в урядущій компартії ПОРП. У 1948—1952 роках був секретарем Келецького воєводського комітету та кандидатом у члени ЦК ПОРП. Восени 1954 року інспектора Секретаріату ЦК Верблана включено у вузьку групу молодих радників першого секретаря ЦК Болеслава Берута. Проте рекомендації цієї команди Берутом не сприймалися.
З липня 1956 року Верблан — член ЦК ПОРП. Спеціалізувався на ідеології та пропаганді. У 1956—1960 роках завідувач у ЦК відділу пропаганди та друку, у 1960—1974 роках — відділу науки й освіти. З лютого 1974 року — секретар ЦК ПОРП. З лютого до грудня 1980 року — член Політбюро ЦК ПОРП.
У 1952—1956 роках і 1961—1985 роках — член депутатського клубу ПОРП у сеймі ПНР. З 1971 до 1982 року — віцемаршал сейму. Нагороджено орденом Будівельників Народної Польщі, орденом «Прапор Праці» (першого та другого ступенів), орденом Відродження Польщі (командорський хрест), медаллю «Заслуженим на полі Слави» (тричі).
Після демобілізації з армії починав навчатися у Варшавському університеті. У 1952 році продовжив здобувати освіту в Інституті суспільних наук при ЦК ПОРП і у 1954 році здобув ступінь магістра історії. Викладав політологію у Сілезькому університеті в Катовицях. У 1972—1974 роках був головним редактором партійного теоретичного журналу «Nowe Drogi». У 1974—1981 роках — директор Інституту фундаментальних проблем марксизму-ленінізму (IPPM-L).

## Ідеолог партійної лібералізації
Погляди Анджея Верблана загалом сформувалися під впливом «польської відлиги» та десталінізації перших років правління Владислава Гомулки. Під час внутрішньопартійної боротьби 1950-х років Верблан примикав до фракції пулав'ян, яка виступала за продовження відносної лібералізації.
Водночас Верблан як завідувач відділу науки та освіти ЦК ПОРП брав участь в антисемітській та антиінтелігентській кампанії 1968 року. У той період він розглядався як прихильник Мечислава Мочара та його націонал-комуністичної фракції партизанів. Однак при цьому Верблану вдавалося просувати «ліберальний мотив»: він акцентував і різко критикував роль функціонерів єврейського походження у берутівсько-берманівських репресіях.
Анджей Верблан активно підтримував курс Гомулки на реформи, відстоювання самостійної моделі соціалізму, наприклад, відмова від колективізації сільського господарства, попри невдоволення керівництва КПРС. Але згодом Верблан говорив, що Гомулка «дуже розчарував» його у 1970 році, коли влада застосувала силу проти робітничих протестів.
Вершина кар'єри Анджея Верблана припала на 1970-і роки — правління Едварда Герека. Саме тоді Верблан став позиціюватися як головний ідеолог ПОРП. «Еру Герека» він згодом оцінював як час «технократизму та прагматизму», ефективний розвиток реформ Гомулки. На посаді секретаря ЦК Верблан здійснив певні послаблення у сфері ідеологічного контролю, допускав інтелігентські дискусії та відкриття західної культури. Одним зі співробітників IPPM-L при директорі Верблані був Лешек Бальцерович, майбутній організатор ринкових реформ у посткомуністичній Польщі.
Згодом Верблан наголошував, що до 1976 року, коли чергове підвищення цін спровокувало масові протести та жорстоке придушення, політика Герека була найліберальнішою серед держав Варшавського договору. Верблан висловлював невдоволення репресіями СБ проти дисидентів, висловлювався за амністування політв'язнів (амністію проведено своєрідним шляхом: щоб випустити 10 дисидентів, звільнили 10000 карних злочинців). Все це створило Верблану певну популярність серед польської інтелігенції.
Однак Верблан не ставив під сумнів основ комуністичної держави та реального соціалізму. У 1975 році брав участь у підготовці доповнень у Конституції ПНР, де особливо прописувалися керівна роль ПОРП та союз із СРСР.

## У протистоянні 1980 року
15 лютого 1980 року пленум ЦК кооптував Анджея Верблана у вищий орган партійно-державної влади — Політбюро ЦК ПОРП. Через пів року у Польщі піднялася надзвичайно потужна хвиля страйків. Керівництво ПОРП й уряд ПНР змушено уклали Серпневі угоди з міжзаводськими комітетами страйкарів і легалізувати незалежну профспілку Солідарність.
Останні кілька місяців політичної діяльності Анджея Верблана стали періодом його найгострішої політичної боротьби. Верблан був прихильником компромісу ПОРП з «Солідарністю». Він виступав як головний покровитель «горизонтальних структур» — партклубів єврокомуністичної спрямованості, які пропонували реформування ПОРП у дусі демократичного соціалізму. Позиції Верблана проводив у засобах масової інформації новий завідувач відділу друку, радіо та телебачення ЦК Юзеф Кляса.
З іншого боку, Верблан став об'єктом жорсткої критики з боку ортодоксального «партійного бетону» на чолі з Тадеушем Грабським, Стефаном Ольшовським, Анджеєм Жабинським, Мирославом Мілевським. Сталінські угруповання, типу Асоціації «Реальність» Ришарда Гонтажа, покладали на Верблана відповідальність за кризу влади ПОРП, вимагали виключити його з партії, ставили поряд з Яцеком Куронем.
На пленумі 2 грудня 1980 року Верблана виведено з Політбюро та Секретаріату ЦК ПОРП. Якийсь час він ще залишався директором IPPM-L, віцемаршалом сейму, членом Вищої ради ZBoWiD, але до практичної політики вже не мав стосунку.

## Історична концепція
Анджей Верблан підтримав введення воєнного стану 13 грудня 1981 року. Позитивно оцінював правління генерала Ярузельського. На його думку, у цьому полягало «єдиний порятунок від двох загроз: анархії з боку „Солідарності“ та жорстокої реставрації постсталінських порядків з боку Радянського Союзу». Але й Анджей Верблан прийняв зміни кінця 1980-х і 1990-х років — кардинальні реформи, самоліквідацію ПОРП, перетворення ПНР на Третю Річ Посполиту.
Попри похилий вік, Анджей Верблан активний у публічних виступах. Помітний резонанс мали його праці «Сталінізм у Польщі» (1991), «Народна Польща. Постскриптум» (2020), «Модзелевський — Верблан. Народна Польща» (2017; запис бесід Верблана з Каролем Модзелевським — видатним дисидентом і діячем «Солідарності», автором самої назви незалежної профспілки). Серйозним дослідженням вважається написана Вербланом біографія Гомулки.
Верблан вважає ПНР успішною адаптацією польської нації до важкої історичної ситуації. На його думку, перехід Польщі до самостійної політики, який завершився відновленням незалежності та демократії, розпочато Владиславом Гомулкою та продовжено Едвардом Гереком, Станіславом Канею, Войцехом Ярузельським. Історичну роль ПОРП Верблан оцінює насамперед з цього погляду.